# Guilty by Suspicion
Guilty by Suspicion (en España, Caza de brujas; en Hispanoamérica, Culpable) es una película estadounidense estrenada el 15 de marzo de 1991 en los Estados Unidos y el 7 de abril de 1993 en España. Contó con actuación de Robert De Niro y Annette Bening, y con guion y dirección de Irwin Winkler.

## Argumento
Ha empezado una gran y atípica caza de brujas. Los cazadores son unos políticos ante los flashes de las cámaras de los medios de comunicación en audiciones públicas convocadas por el Comité de Actividades Antiestadounidenses. Hollywood está siendo duramente juzgado y a David Merrill (Robert De Niro) le piden dar numerosos nombres de actores y actrices importantes. Merrill es un director que encabeza la lista negra, y que puede salvar su carrera si testifica contra sus amigos, sospechosos de ser comunistas. Tendrá que decidir si testificar y progresar en su carrera o no hacerlo y resignarse en un ridículo puesto.
Por otro lado está la exmujer de Merril, llamada Ruth (Annette Bening), que compartirá con su exmarido la vorágine de toda esta caza de brujas que les rodea y a la que no sabrán como enfrentarse. Mientras tanto David tendrá nuevas oportunidades para seguir haciendo películas, pero finalmente las oportunidades se le irán de las manos.

## Reparto
- Robert De Niro - David Merrill
- Annette Bening - Ruth Merrill
- George Wendt - Bunny Baxter
- Patricia Wettig - Dorothy Nolan
- Sam Wanamaker - Felix Graff
- Luke Edwards - Paulie Merrill
- Chris Cooper - Larry Nolan
- Ben Piazza - Darryl Zanuck
- Martin Scorsese - Joe Lesser
- Barry Primus - Bert Alan

## Recepción crítica y comercial
Según la página de Internet Rotten Tomatoes obtuvo un 73% de comentarios positivos.
Destacar el comentario del crítico cinematográfico Scott Weinberg:

"Sorprendentemete dio en la diana con respecto a la amenaza de los rojos. Robert De Niro realiza un gran trabajo aqui."
Scott Weinberg, crítico de cine.

Recaudó 9 millones de dólares en Estados Unidos. Se desconoce cuáles fueron las recaudaciones internacionales, al igual que el presupuesto.

## Localizaciones
Guilty by Suspicion se rodó en diversas localizaciones de los Estados Unidos, entre las que destacan numerosas poblaciones del estado de California, como Los Ángeles, Malibú y Pasadena.

## DVD
Guilty by Suspicion salió a la venta el 15 de julio de 2003 en España, en formato DVD. El disco contiene menús interactivos, acceso directo a escenas, tráiler cinematográfico y subtítulos en múltiples idiomas. En Estados Unidos salió a la venta el 6 de enero de 2001, en formato DVD. El disco contiene menús interactivos, acceso directo a escenas y subtítulos en múltiples idiomas.